# آلکساندر آقایان
آلکساندر آقایان، معروف به آلک آقایان (۱۸۸۶–۲۹ آوریل ۱۹۶۳ تهران) نماینده ارامنه جنوب در دوره‌های پنجم و چهاردهم مجلس شورای ملی و مؤسس نخستین شرکت بیمه و اولین شرکت مبادلات و حمل و نقل کالا در ایران بود.

## زندگی‌نامه
آلکساندر آقایان در ۱۸۸۶ میلادی (۱۲۶۵ خورشیدی) در قزوین به دنیا آمد. تحصیلات ابتدایی و متوسطهٔ خود را ابتدا در شهر محل زادگاهش، سپس در رشت و در نهایت، در مدرسهٔ ارمنیان تبریز به پایان رساند. پس از آن برای ادامهٔ تحصیل به ژنو سفر کرد و به تحصیل در رشتهٔ علوم تربیتی کودکان پرداخت.
پس از فارغ‌التحصیلی و اخذ مدرک دانشگاهی به شهر زادگاهش بازگشت. با آغاز جنبش مشروطه ایران، آلکساندر آقایان نیز جذب این جنبش شد و به گروه ارمنی مبارزان یپرم‌خان پیوست. پس از آنکه ارتش مشروطه‌خواه موفق به تصرف قزوین شد به همراه این گروه در فتح تهران شرکت کرد.
او یک سال بعد دوباره به ژنو بازگشت و سپس، به قصد تحصیل در رشتهٔ حقوق به بروکسل رفت. پس از اخذ مدرک دکترا از دانشگاه بروکسل باردیگر به ایران بازگشت و در تهران به وکالت عدلیه پرداخت. سپس در اواسط دوره پنجم مجلس شورای ملی به عنوان نماینده ارامنه جنوب برگزیده شد. اعتبارنامه او در چهارم تیر ۱۳۰۴ صادر شد و در هفدهم آبان آن سال به تصویب مجلس رسید.
آقایان پس از پایان دوره چند ماهه نمایندگی‌اش، مشاور حقوقی سفارتخانه‌های دولت‌های خارجی مستقر در تهران و سپس استاد مسائل و دادرسی جنایی در دانشگاه تهران مشد. او در زمینهٔ اصلاحات اجتماعی نیز فعال بود. در ۱۳۱۲ خورشیدی فکر تأسیس شرکت بیمه را با علی اکبر داور وزیر دارایی وقت، مطرح کرد و سرانجام با پشتکار آن دو، نخستین شرکت بیمهٔ ایران به نام شرکت سهامی بیمه ایران با سرمایهٔ اولیهٔ بیست میلیون ریال، که دولت تأمین می‌کرد، تأسیس و آلکساندر آقایان به مدیریت آن مشغول شد.
در سال ۱۹۴۳ (۱۳۲۲) الکساندر آقایان بار دیگر نامزد نمایندگی ارامنه جنوب در مجلس شد. این بار انتخابات این حوزه جنجال آفرین بود و او می‌بایست با قازار سیمونیان نامزد حزب توده رقابت می‌کرد که در بسیاری از مناطق رأی بیشتری از آقایان آورد. اعتراض‌ها و شکایت‌های ارامنه نسبت به انتخابات باعث شد که انجمن نظارت بر انتخابات برای آقایان اعتبارنامه صادر نکند. در مجلس نیز نمایندگان توده‌ای با صدور اعتبارنامه برایش به مخالفت برخاستند اما سرانجام مجلس به نمایندگی‌اش رأی موافق داد.
آلکساندر آقایان پس از تحمل دوران سخت بیماری در ۲۹ آوریل ۱۹۶۳ (۹ اردیبهشت ۱۳۴۲) در تهران چشم از جهان فروبست و در کلیسای میناس مقدس به خاک سپرده شد.